# Comté de Franklin (Géorgie)
Pour les articles homonymes, voir Comté de Franklin.
Le comté de Franklin est un comté de Géorgie, aux États-Unis.

## Démographie
| 1790  | 1800  | 1810   | 1820  | 1830   | 1840  |
| ----- | ----- | ------ | ----- | ------ | ----- |
| 1 041 | 6 859 | 10 815 | 9 040 | 10 107 | 9 886 |

| 1850   | 1860  | 1870  | 1880   | 1890   | 1900   |
| ------ | ----- | ----- | ------ | ------ | ------ |
| 11 513 | 7 393 | 7 893 | 11 453 | 14 670 | 17 700 |

| 1910   | 1920   | 1930   | 1940   | 1950   | 1960   |
| ------ | ------ | ------ | ------ | ------ | ------ |
| 17 894 | 19 957 | 15 902 | 15 612 | 14 446 | 13 274 |

| 1970   | 1980   | 1990   | 2000   | 2010   | - |
| ------ | ------ | ------ | ------ | ------ | - |
| 12 784 | 15 185 | 16 650 | 20 285 | 22 084 | - |